# Revue de Paris
La Revue de Paris est une revue littéraire française fondée par Louis-Désiré Véron en 1829 et qui parut jusqu’en 1970. Créée pour faire concurrence à la Revue des deux Mondes, elle accueillit de grandes plumes.

## Histoire
Honoré de Balzac y livra L'Élixir de longue vie et Sarrasine en 1830, puis la deuxième partie de La Femme de trente ans en 1831, avant de donner à sa rivale, la Revue des deux Mondes, la nouvelle qui constituait la première partie du même roman intitulée Le Rendez-vous.
Il y publia également : L’Auberge rouge en 1831, La Grenadière sous le titre Les Orphelins en 1832, La Femme abandonnée en 1832, une partie de l'Histoire des Treize et Ferragus en 1833, le début du Père Goriot en 1834, un extrait de La Peau de chagrin sous le titre Le Suicide d’un poète et Les Employés ou la Femme supérieure en 1837.
Rachetée en 1834 par François Buloz avec lequel Balzac fut en procès dès la troisième livraison du Lys dans la vallée, la revue déclina et sa publication fut interrompue en 1845. Elle fut alors reprise par Arsène Houssaye au sein de L'Artiste, avec, entre autres, Théophile Gautier, et Louis Marie de Lahaye Cormenin, accueillant les écrivains rejetés par la Revue des deux Mondes, notamment Gustave Flaubert, qui y fit paraître Madame Bovary. À ce moment, la Revue de Paris avait supprimé plusieurs passages du livre, car elle craignait, non sans raison, un procès. Flaubert, qui avait publié dans cette revue, car son ami Maxime Du Camp en était membre, le regretta. Il exprima son opposition à la suppression d'extraits de son roman et ne fit plus jamais paraître ses œuvres dans les journaux.
Supprimée par le gouvernement en 1858 et se dissociant de L'Artiste, la revue reparut en 1864-1865 sous le titre La Nouvelle Revue de Paris avant d'être absorbée par la Revue française.

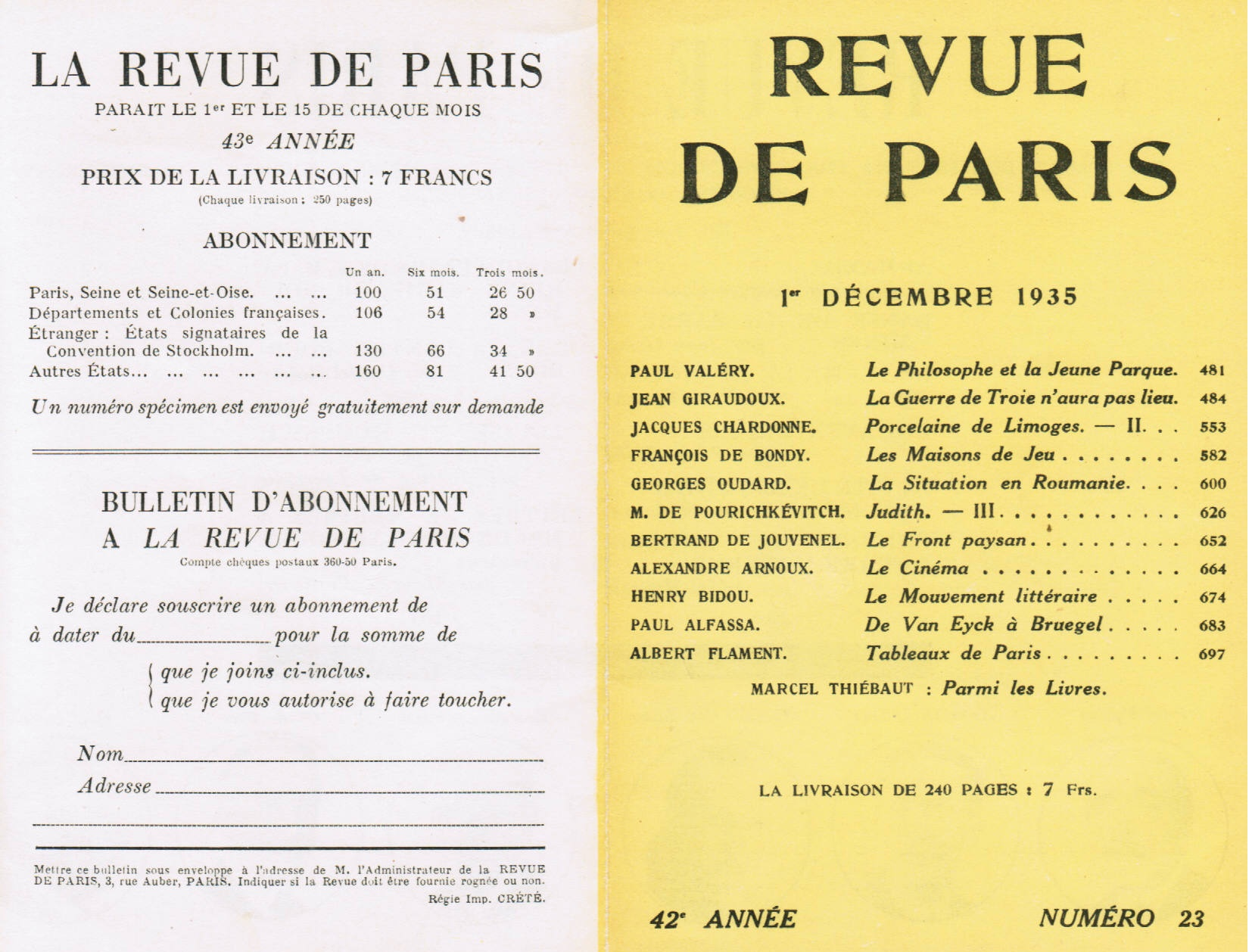
Sommaire de la « nouvelle » Revue de Paris du 1er décembre 1935.

En 1894, une nouvelle Revue de Paris, financée par Calmann-Lévy, fut lancée par Edmond de Fels (1858-1951). Il la transmit à son fils André, et à sa fille la duchesse Edmée de La Rochefoucauld, qui en confièrent la direction à la baronne Solange de La Baume.
La Revue de Paris fut suspendue en 1940, elle reparut en mai 1945 et disparut définitivement en 1970,.
Pour la période 1829-1854, il existe des contrefaçons belges de cette revue qui rééditent des versions pirates des textes littéraires et articles parus dans la Revue de Paris, mais aussi dans d’autres revues de la presse parisienne : La Revue des deux mondes, Revue nouvelle, etc., parfois avec des variantes.

## Collaborateurs
- Marcel Achard
- Antoine-Vincent Arnault
- Jules Assézat
- Honoré de Balzac
- Auguste Barbier
- Roger de Beauvoir
- Victor Bérard[4]
- Marthe Bibesco
- André Billy
- Pierre de Boisdeffre
- Abel Bonnard
- Denise Bourdet
- Auguste Bussière
- Francis Carco
- Philarète Chasles
- Paul Claudel
- Benjamin Constant
- Alfred-Auguste Cuvillier-Fleury
- Daniel-Rops
- Robert Debré
- Charles de Gaulle
- Eugène Delacroix
- Casimir Delavigne
- Alexandre Dumas
- Philippe Erlanger
- Lucien Fabre
- Gustave Flaubert
- Maurice Garçon
- Pierre Gaxotte
- Saint-Marc Girardin
- Edmond Giscard d'Estaing
- Paul Guth
- Robert d'Harcourt
- Lucien Herr
- Édouard Herriot
- Jules Janin
- Robert Kanters
- Solange de La Baume
- Alphonse de Lamartine
- Jean de La Varende
- Adolphe Loève-Veimars
- René Maran
- Thierry Maulnier
- André Maurois
- Prosper Mérimée
- Paul Morand
- Charles Nodier
- Henri Patin
- Ferdinando Petruccelli della Gattina
- Aline Réveillaud de Lens
- Fanny Reybaud
- Paul Reynaud
- Emmanuel Roblès
- Romain Rolland
- Jean Rostand
- Sainte-Beuve
- Eugène Scribe
- André Siegfried
- Pierre-Henri Simon
- Philippe Soupault
- Eugène Sue
- Pierre Véron